# Saint-Georges-des-Groseillers

Saint-Georges-des-Groseillers este o comună în departamentul Orne, Franța. În 1 ianuarie 2022 avea o populație de 3.169 de locuitori.